# 40ª edizione dei Directors Guild of America Award
La 40ª edizione dei Directors Guild of America Award si è tenuta il 12 marzo 1988 al Beverly Hilton Hotel di Beverly Hills e all'Hotel Plaza di New York e ha premiato i migliori registi nel campo cinematografico, televisivo e pubblicitario del 1987.

## Cinema
- Bernardo Bertolucci – L'ultimo imperatore
- James L. Brooks – Dentro la notizia - Broadcast News (Broadcast News)
- Lasse Hallström – La mia vita a quattro zampe (Mitt liv som hund)
- Adrian Lyne – Attrazione fatale (Fatal Attraction)
- Steven Spielberg – L'impero del sole (Empire of the Sun)

## Televisione

### Serie drammatiche
- Marshall Herskovitz – In famiglia e con gli amici (thirtysomething) per l'episodio Maternità[3] (Pilot)
- Sharron Miller – New York New York (Cagney & Lacey) per l'episodio Turn, Turn, Turn (Part 1)
- Mark Tinker – A cuore aperto (St. Elsewhere) per l'episodio Weigh In, Way Out

### Serie commedia
- Will Mackenzie – Casa Keaton (Family Ties) per gli episodi Mi chiamo Alex - Parte 1 & 2 (A, My Name Is Alex - Part 1 & 2)
- James Burrows – Cin cin per l'episodio 	Home is the Sailor
- Terry Hughes – Cuori senza età (The Golden Girls) per l'episodio Old Friends

### Film TV e miniserie
- Jud Taylor – Foxfire
- Paul Bogart – Nutcracker: Money, Madness and Murder
- Marvin J. Chomsky – Giovani omicidi (Billionaire Boys Club)

### Serie televisive quotidiane
- Victoria Hochberg – ABC Afterschool Specials per l'episodio Just a Regular Kid: An AIDS Story
- Nell Cox – ABC Afterschool Specials per l'episodio Read Between the Lines
- Joanna Lee – ABC Afterschool Specials per l'episodio The Kid Who Wouldn't Quit: The Brad Silverman Story

### Documentari e trasmissioni d'attualità
- Elena Mannes – God and Politics per la puntata The Kingdom Divided
- John Peaslee e Judd Pillot – How To Raise a Street Smart Child
- Terry Sanders – Slow Fires: On the Preservation of the Human Record

### Trasmissioni musicali e d'intrattenimento
- Dwight Hemion – Julie Andrews... The Sound Of Christmas
- Hal Gurnee – Late Night with David Letterman per la puntata speciale per il 5º anniversario
- Don Mischer – Great Performances per la puntata Made in USA with Mikhail Baryshnikov

### Trasmissioni sportive
- Robert Fishman – Torneo di pallacanestro maschile NCAA Division I 1987 per la trasmissione dell'incontro Syracuse-Indiana
- Sandy Grossman – Super Bowl XXI
- Edward Nathanson – AFC Championship

## Pubblicità
- Richard Levine – spot per Pepsi-Cola (Apartment 10-G), DuPont (Bill Demby), Arnott's Biscuits (Trouble)
- Leslie Dektor – spot per Drug Free America Foundation (Girl & Dealer; Tricks of the Trade), United Airlines (Pep Talk)
- Robert Lieberman – spot per Hallmark Cards (40th Birthday), McDonald's (New Kid)
- Jeffrey Lovinger – spot per American Express (Recital), Little Caesars (The Wisdom), Aetna (World Series)
- Joe Pytka – spot per Perrier (Continents), John Hancock Financial (40th Birthday), Apple (I'm Different)

## Premi speciali

### Premio D.W. Griffith
- Robert Wise

### Premio Frank Capra
- Alex Hapsas

### Robert B. Aldrich Service Award
- Sheldon Leonard

### Premio per il membro onorario
- Michael H. Franklin